# Escamps (Lot)
Escamp ist eine französische Gemeinde mit 209 Einwohnern (Stand 1. Januar 2022) im Département Lot in der Region Okzitanien. Sie gehört zum Arrondissement Cahors und zum Kanton Marches du Sud-Quercy. 
Sie grenzt im Nordwesten an Cremps, im Nordosten an Concots, im Osten an Bach, im Südosten an Vaylats und im Südwesten an Lalbenque.

## Bevölkerungsentwicklung

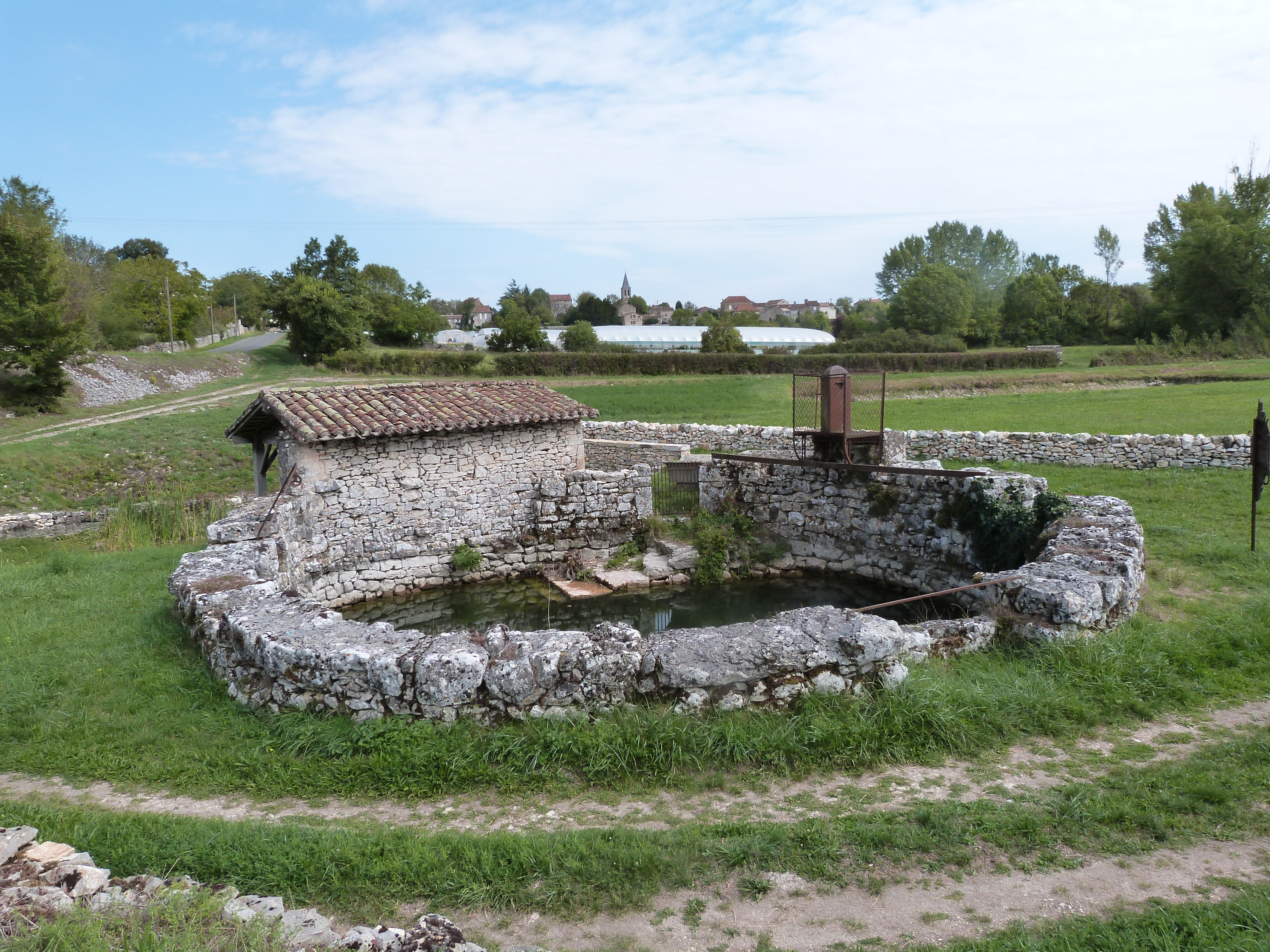
Brunnen und Lavoir in Escamps

| Jahr      | 1962 | 1968 | 1975 | 1982 | 1990 | 1999 | 2008 | 2018 |
| --------- | ---- | ---- | ---- | ---- | ---- | ---- | ---- | ---- |
| Einwohner | 144  | 126  | 125  | 144  | 121  | 114  | 155  | 210  |